# التقارب لتنمية مالي
التقارب لتنمية مالي (بالفرنسية: Convergence pour le développement du Mali) هو حزب سياسي في مالي. شعار الحزب هو «دعونا نعتمد على قوتنا أولاً» (Comptons d'abord sur nos propres forces).

## التاريخ
تأسس الحزب في 23 مايو 2008 من قبل خمسة نواب: الحسن أبا، الحسيني غيندو، ماري سيلا، ساران سيناتي وسليمان غيندو.
في الانتخابات البرلمانية 2013 فاز بخمسة مقاعد، ليصبح خامس أكبر حزب في الجمعية الوطنية.

## روابط خارجية
- الموقع الرسمي